# Xarel-lo
Xarel·lo er en hvidvinsdrue, der er udbredt i det nordøstlige Spanien og især bruges til cava – sammen med druerne Parellada og Macabeo.